# 书法
書法是书写文字的方法，一種書寫的藝術。書法縱向穿透兩個層面：「使用」與「審美」；橫向跨越文字兩個層面：「文字」、「繪畫」。書法除了是書法家用以創作的主要表現和作品形式，也是一種研究書寫者心理與性格的工具。各地域依其在地歷史與文化發展出自有的書法特色，而書法至今仍廣泛應用於生活與藝術文化等層面。

## 定義
當代對實踐書法的定義有：
- 一種賦予符號有和諧協調、富表情、靈巧孰練風格的藝術[1]。
- 筆跡的經歷是美學的演變，受人、時、地的技巧、物料、傳播速率所局限[2]。
- 筆跡的風格可說成「手跡」、「手藝」、「字母」[3]。

## 地域文化

### 東亞書法

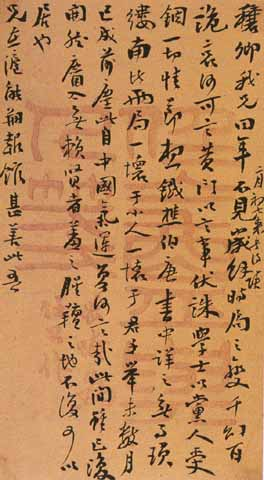
中國知名文人梁啟超的書法作品

東亞書法的典型概念是「蘸墨、握毛筆、寫漢字」，講求線條揮灑中透露出來的那股書卷氣。書法被認為是東亞的重要藝術和最優雅的寫字形式。寫好漢字，歷來都是一種素養，它源自中國書法，受東亞文明社會敬重並被廣泛實踐，包括：中國、日本、越南、朝鮮。

漢字書法是東亞書法中最典型的代表，也是東亞書法的統稱，因為書寫的字體大多是中國的文字漢字，所有的東亞書法也是最早由中國傳過去而演變出來的。

除傳統文房四寶外，近來因書寫工具的革新，更有硬筆書法的興起。

### 蒙古書法

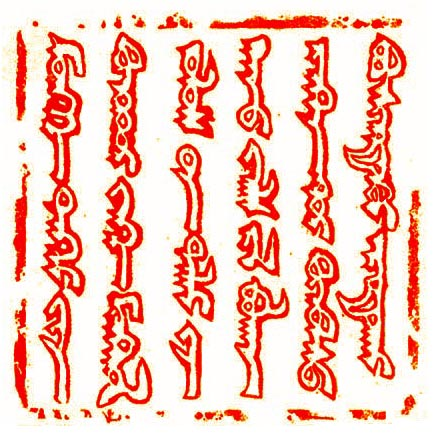
蒙古帝國御璽上用的即為蒙古書法，這是在贵由寄給教宗依諾增爵四世的信上找到的

蒙古文書法是蒙古语的書法，和東亞書法類似，蒙古書法主要也是用毛筆寫成。蒙古書法使用傳統的蒙古字母，在2013年，蒙古書法列名在人类非物质文化遗产代表作名录中。

### 南亞書法

#### 尼泊爾書法
尼泊爾書法主要是由蘭札文所寫，其文字本身及蘭擦文（Lanydza Script）、帕巴文（Phagpa Script）或庫蒂拉文（Kutila）等衍生文字會用在西藏、尼泊爾、不丹、列城、蒙古、中國沿海、日本及韓國等地，用在寫六字真言或是其他衍生自梵语或巴利语的佛经文字。

#### 泰國書法
泰國書法主要是以梵文所寫。在歷史上泰國書法曾限制在巴利语經典的神聖文字中。泰書法會出現在泰國皇家成員的個人旗幟中，會將姓名的首字用泰國書法表示。一些書也曾用泰國書法的組合方式印刷。

#### 藏字書法

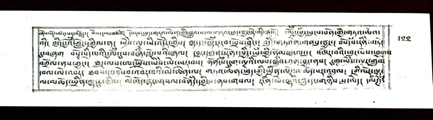
苯教文字

西藏屬印度文化圈一部分，有好幾百年間曾是佛教心臟地帶，藏字起源於印度文字，其文字在宗教區很重要，藏字書法是其重要文化。西藏的貴族如喇嘛和布達拉宮的居住者，通常擅於書法。藏字書法中和世俗有關的部份不多，但確實存在（而某個程度也和藏傳佛教有關）。幾乎所有宗教高層人士手寫的文件都和藏字書法有關，包括達賴喇嘛寄出的信件，以及其他宗教界及世俗高層人士的手寫文件中。藏字書法在其轉經筒上格外明顯，不過這些文字是鍛造出來的，而不是刻劃出來的。藏字書法最早是用蘆葦筆所寫，現在多半也用凿尖的笔書寫。

### 西洋（希臘、拉丁）書法
西方書法與傳統東亞書法不同的是，西方書法很少用毛筆寫的，而是用硬筆與紙面呈一定角度書寫而成，其中最有名的筆為鵝毛筆。早期的字母是大約西元前3000年發明的。從希臘字母到拉丁字母，一開始先發展大寫體，後來才發展小寫體。
羅馬人的第一批書接著出現。這批書只有簡單的幾個摺頁，而且是用羊皮紙做的，蘆葦筆在這時也被鵝毛筆取代。基督教信仰在此時給予西方書法發展上很重要的助力。因為這时抄寫聖經和其他聖書的活動非常盛行。在愛爾蘭，僧侶過去都使用安色尔体。在蘇格蘭和其他地方，從這之後開始以「島國風格」稱呼這種書寫方式，這也是泥金裝飾手抄本的全盛時期。
查理曼接著為西方書法帶來劇變。他任用約克大修道院院長阿尔琴，阿尔琴來到查理曼的首都亞琛，並擔下了將所有文字體修定的重責大任。他接著也為查里曼大帝發展了新的手寫體並命名為卡洛林小草书体。
哥德字母接著在11世紀出現了，雖該字母不流行，但名稱相似的哥德體成為中世晚期書法的主流。義大利也有大法官體（Scrittura cancelleresca）和義大利手寫斜體。這時候的泥金裝飾手抄本的字體也被影響了，因此又盛行了一陣子。然而15世紀後，約翰·古騰堡發明的活字印刷術，使手寫和手工裝飾的書很快的就退出流行了，不過西方書法並未就此消失。

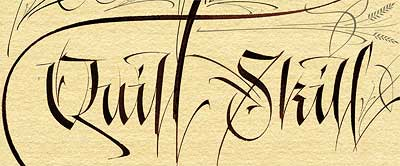
现代西方书法

19世紀末，威廉·莫里斯和英國艺术与手工艺运动的其他人，重新發現並再度發揚西方書法之美。有許多書法家如愛德華·強斯頓、埃里克·吉尔等，都受到了他的影響。
西方重要的當代書法家是亞瑟·貝克與赫尔曼·察普夫。隨著手寫在溝通行為中越來越少見，西方書法逐漸只在特殊情況與活動中見到，大部份用在喜帖與通知上面。

### 伊斯兰书法

十八世紀鄂圖曼帝國的伊斯蘭書法，內容是太斯米

伊斯兰书法是隨著伊斯兰教及阿拉伯文所進展的。因為用的是阿拉伯字母，有些人也稱為「阿拉伯書法」，但伊斯兰书法是比較準確的名詞，包括各種伊斯兰书法家創作的作品，地點從西班牙南部的安達魯西亞到中國。
伊斯兰教的国家裡，書法與西方書法用的筆大致上是相同的。由于伊斯兰教禁止偶像崇拜，没有像基督教世界里那样存在大量宗教题材的绘画，于是使用阿拉伯字母的书法作品成了最重要的视觉艺术品。从西班牙到印度，用阿拉伯字母书写的书法作品随处可见。
像清真寺牆上及天花板上的阿拉伯式花紋就是伊斯兰书法。穆斯林世界的當代藝術家也傳承伊斯兰书法，用在题字或抽象圖案上。
伊斯兰书法是伊斯兰世界中視覺藝術的最高境界，也是其靈性世界的藝術。毫无争议地，伊斯兰书法已经成为伊斯兰艺术中最崇敬的形式，因为它提供了与伊斯兰教和穆斯林的语言之间的联系。古兰经在阿拉伯語的發展及演化上有重要的角色，也延伸到伊斯兰书法中。諺語及古兰经中的經文仍是伊斯兰书法的重要來源。
一般認為伊斯兰书法在鄂圖曼帝國表現最為出色。土耳其的伊斯兰书法家有最精緻及最有創造力的作品。伊斯坦堡是各種伊斯兰书法及的开放展馆，在清真寺、喷泉、学校及住宅的铭文都是伊斯兰书法。
近现代及当代伊斯兰书法，则集中在土耳其、埃及和伊拉克三国，代表人物有土耳其的哈米德·阿梅迪、埃及的赛义德·易卜拉欣和伊拉克的哈希姆·穆罕默德。1986年举行的首届国际阿拉伯书法大赛，除沙特阿拉伯和叙利亚各获得一银一铜外，其余所有奖牌均被土耳其书法家囊括。

### 瑪雅书法
瑪雅书法是以瑪雅文字來表示，現在的瑪雅书法主要用在墨西哥尤卡坦州的印章及纪念碑中。瑪雅书法很少用在官方機構中，不過在坎佩切州及金塔納羅奧州等地，瑪雅书法是用拉丁文字表示。有些南墨西哥的公司會在其企業符號使用瑪雅书法。有些社群及現代的瑪雅兄弟會也會用瑪雅书法作為組織的符號。
大部分墨西哥的考古遗址（像在契琴伊薩、拉博纳、乌斯马尔、卡拉克穆尔等地）會有其瑪雅书法。石刻纪念碑也常见到古老的玛雅书法。

## 現代應用
現代書法的應用範圍很广泛，從功能性題字及刻字設計，到精緻藝術的抽象手寫標記，文字可能易懂，也可能不考慮其易讀性。古典書法有別於字体排印学和非古典的手寫字，不過書法家可能也熟悉這些部份。
書法仍常使用在喜帖及邀請函、字型設計及字体排印学、原創手寫字母或字的标志設計、宗教藝術、公告、圖案設計及书法藝術、石刻題字及紀念文獻等。書法也常用在電影及電視的道具或動態圖像、推薦信、出生證明書、死亡證明書、地圖等場合。

## 圖集

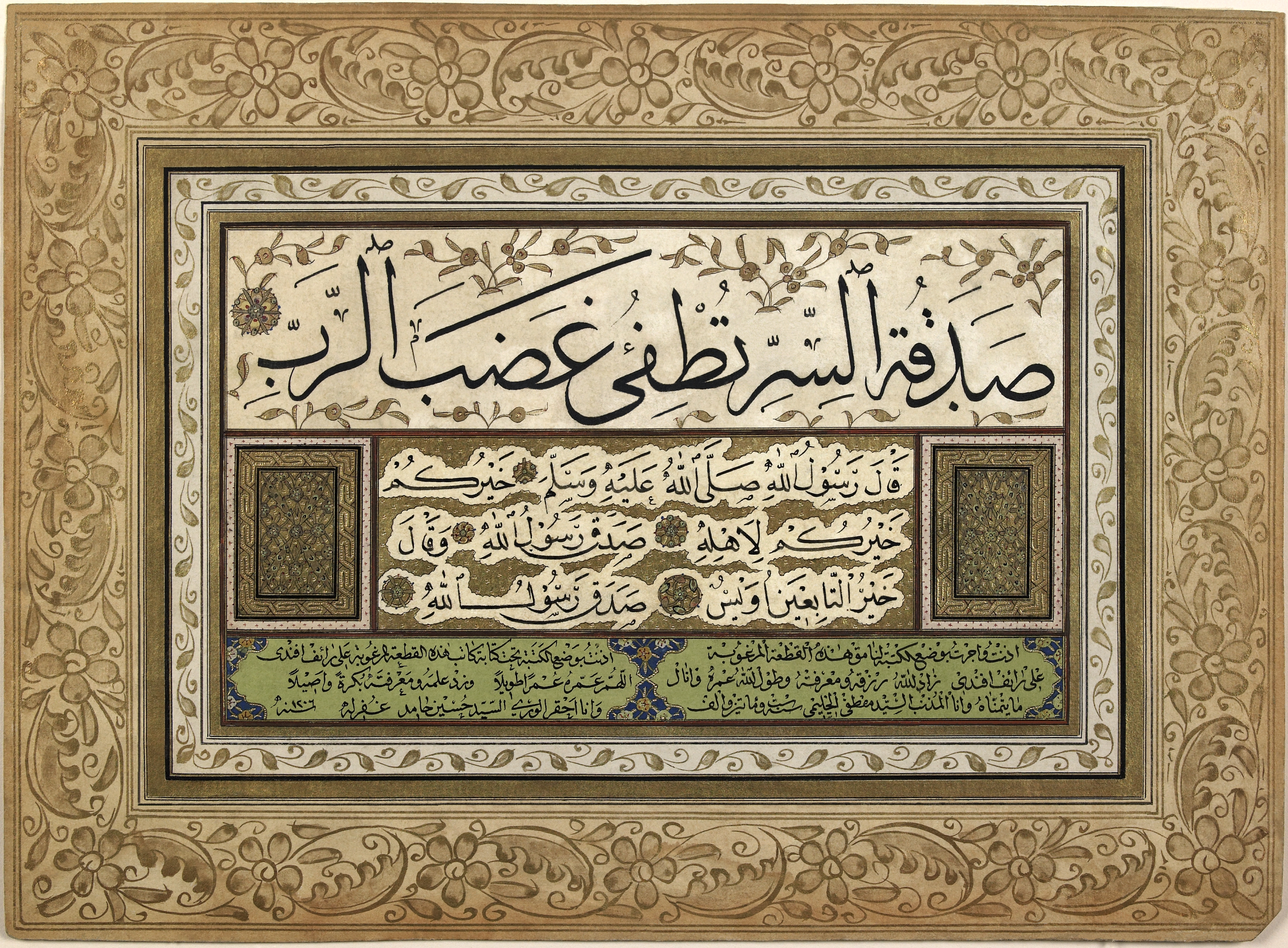
以阿拉伯文寫成的鄂圖曼帝國教統（西元1791年，伊斯兰历1206年）
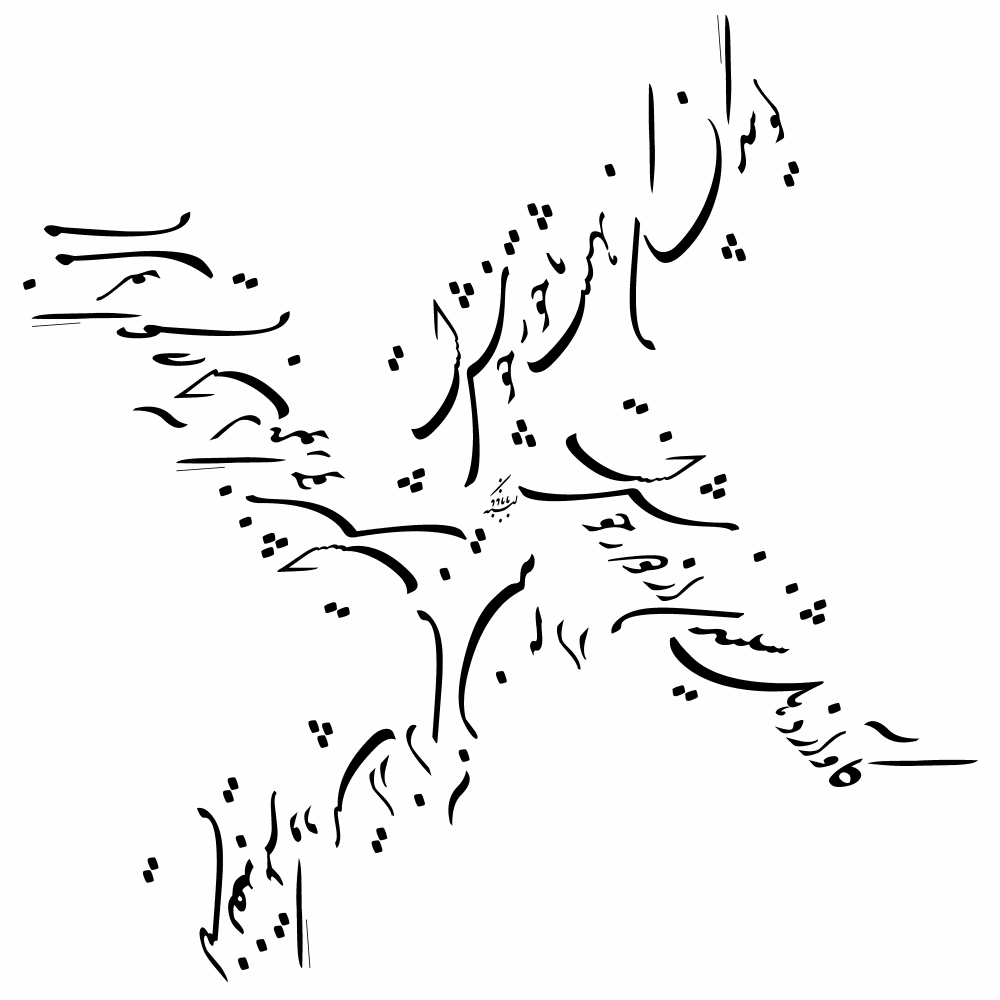
Shikasta 波斯体文字
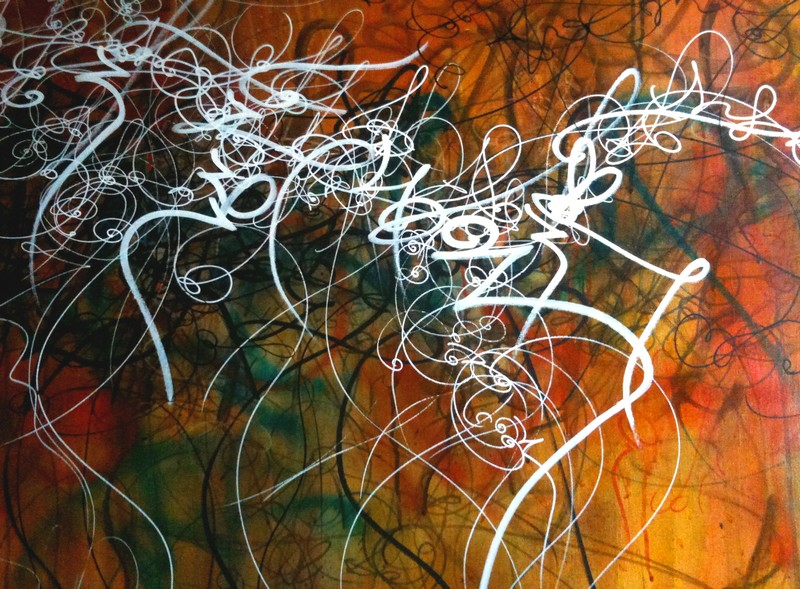
非语意写作（英语：Asemic writing）及抽象书法
- 在爱沙尼亚首都塔林中乌克兰文化中心的书法展示

## 相關
- 毛筆
- 文房四寶
- 漢字
- 楷書九十二法
- 書法郵票

## 延伸阅读
[在维基数据编辑]
 《欽定古今圖書集成·理學彙編·字學典·書法部》，出自陈梦雷《古今圖書集成》

## 外部連結
- French Renaissance Paleography （页面存档备份，存于） This is a scholarly maintained site that presents over 100 carefully selected French manuscripts from 1300 to 1700, with tools to decipher and transcribe them.
- Kallipos （页面存档备份，存于）
- Manuscript Pen Company （页面存档备份，存于）
- Scribblers （页面存档备份，存于）
- Blam! Design （页面存档备份，存于）
- Calligraphy at DMOZ

书法博物館
- The Pen Museum （页面存档备份，存于） at Birmingham Heritage forum
- Birmingham Pen Room, writing and pen museum (Archive)
- Contemporary museum of calligraphy (Russia)
- Schrift-und Heimatmuseum, Pettenbach (Austria)（页面存档备份，存于）
- Hill Museum & Manuscript Library（页面存档备份，存于）
- Klingspor Museum（页面存档备份，存于）
- Manuscript Museum of the Library of Alexandria
- The Karpeles Manuscript Library Museums（页面存档备份，存于）
- The Modern Calligraphy Collection of the National Art Library at the Victoria and Albert Museum （页面存档备份，存于）